# Chó săn chỉ điểm Đan Mạch Cũ
Chó săn chỉ điểm Đan Mạch Cũ (tiếng Anh: Old Danish Pointer; tiếng Đan Mạch: gammel dansk hønsehund) là một giống chó có kích cỡ trung bình, có bộ lông màu trắng pha nâu, ban đầu được sử dụng như một giống chó săn chỉ điểm ở Đan Mạch.

## Ngoại hình
Chó săn chỉ điểm Đan Mạch Cũ có thân thể vạm vỡ khỏe mạnh. Một trong những đặc điểm đặc biệt nhất của giống chó này là sự khác biệt lớn giữa chó đực và chó cái. Trong khi giống chó này mạnh mẽ và bền bỉ, chó cái có đặc trưng là tính tình bồng bột hơn, hung hăng hơn và thất thường.

### Số đo
Chiều cao tính từ bả vai: Chó đực nằm trong khoảng từ 54 đến 60 cm (từ 21 đến 24 in), và trên 56 cm (22 in) được ưa chuộng. Chó cái có số đo nhỏ hơn một chút, khoảng từ 50 đến 56 cm (từ 20 đến 22 in) và cao hơn 52 cm (20 in) được ưa chuộng. Trọng lượng của giống chó nằm trong khoảng từ 30 đến 35 kg (khoảng 66 đến 77 lb) đối với chó đực và từ 26 đến 31 kg (khoảng 57 đến 68 lb) đối với chó cái.

## Lịch sử
Nguồn gốc của giống có thể được bắt nguồn từ năm 1710 khi một người tên là Morten Bak sống ở Glenstrup gần các thị trấn Randers và Hobro, lai giống những con chó gypsy qua 8 thế hệ với những con chó chăn nuôi địa phương và theo cách này đã thiết lập một giống thuần những con chó đốm trắng và nâu được gọi là Chó Bakhound hoặc Chó săn chỉ điểm Đan Mạch Cũ. Người nông dân địa phương gọi chó nông trại của họ với cái tên Chó đánh hơi, nhưng có vẻ như những con chó này là con cái của những con chó săn mùi của địa chủ và chúng có tổ tiên với nguồn gốc chủ yếu từ giống chó săn St. Hubert. Tương tự như vậy, có thể là những con chó gypsy có tổ tiên từ chó săn chỉ điểm Tây Ban Nha và các giống chó săn mùi khác, vì vậy theo nhiều cách, Chó săn St. Hubert cũng góp phần trong dòng máu của Chó săn chỉ điểm Đan Mạch Cũ.